# 逆走事故

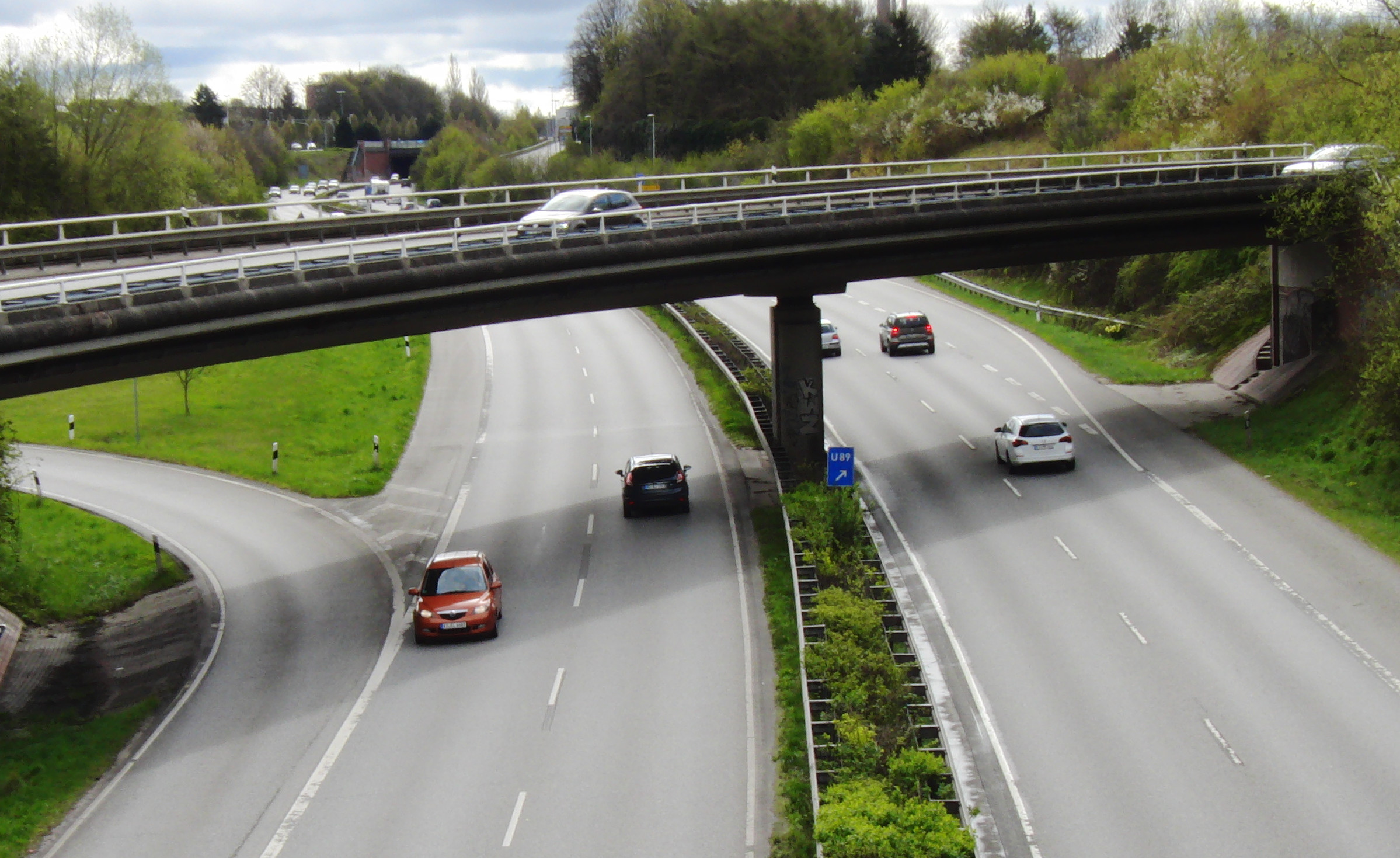
逆走中のドライバー(ドイツ、2017年)

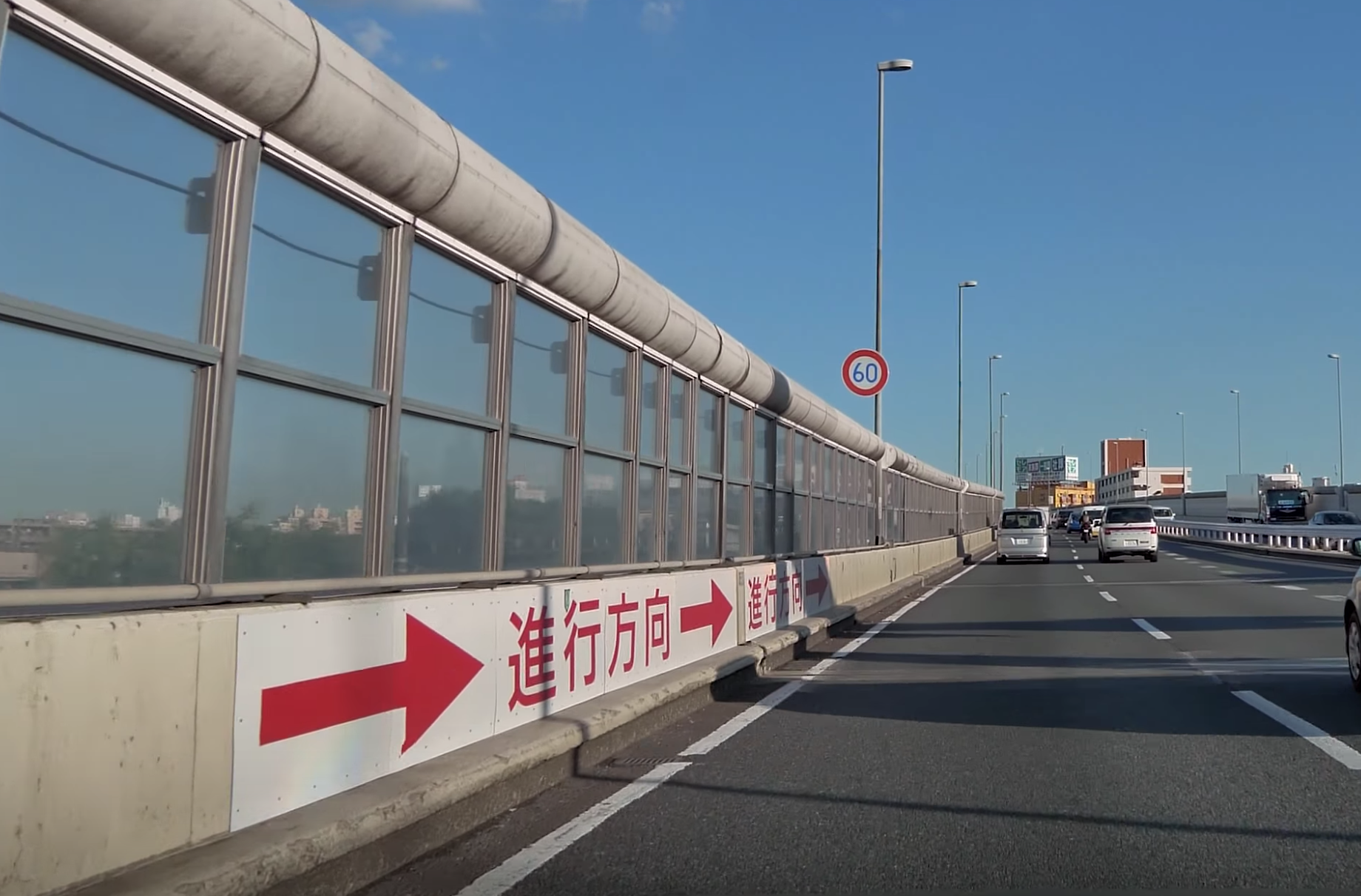
逆走防止のため高速入口部に設置された表示(首都高4号新宿線高井戸入口、2017年10月)

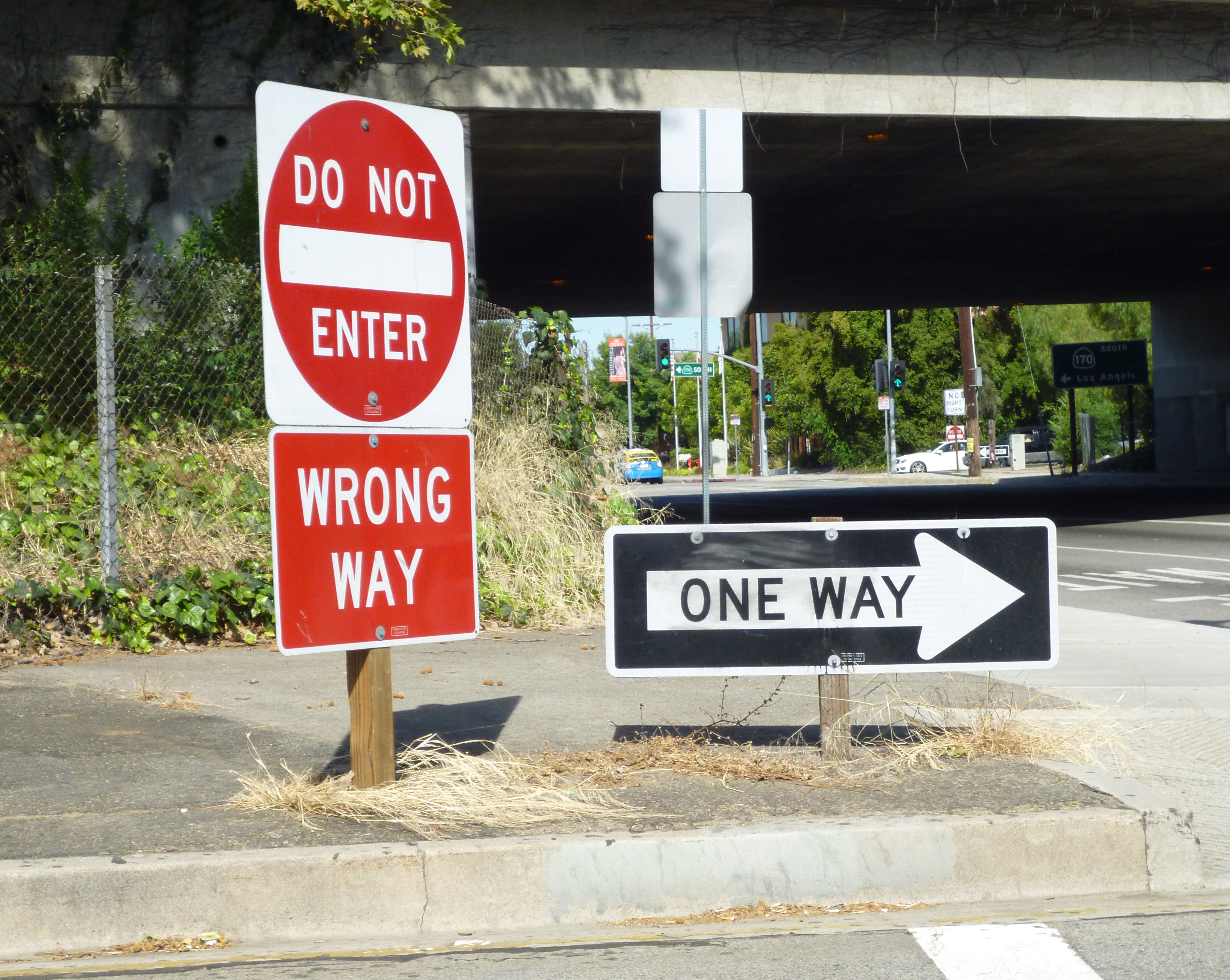
米国のフリーウェイ出口部に設置された逆走防止のための標識

逆走事故（ぎゃくそうじこ）とは、道路上や駐車場などで定められた車の進行方向と逆向きに運転する車によって生じた交通事故のことである。
逆走事故は、高速道路や一方通行路などの道路上だけでなく、進行方向が定められた駐車場内の通行路においても発生している。多くはドライバーの不注意や確認不足によるものが多いが、道路自体の構造や案内標識や表示の不備など設備側の問題が原因になることもある。また、右側通行の国出身のドライバーが左側通行の国で運転した場合に逆走してしまうなど、海外からきたドライバーが自国とはちがう通行区分に戸惑い、逆走事故を起こしてしまう事例も少数ではあるが報告されている。
逆走事故は、特に高速道路に代表される中央分離帯のある幹線道路において、深刻な問題となっている。このような道路で発生した逆走事故のほとんどが、高速で正面衝突するパターンであり、結果的に死傷者の発生する重大事故になっているのが理由である。米国では年平均355人の人々が幹線道路上の正面衝突による逆走事故で亡くなっている。件数でいうと、年平均265件もの逆走事故が発生しているため、逆走事故1件あたりの死亡率は1.34人。他の事故形態の死亡率は1.10人であるため、逆走事故がより重大な結果を招くことがわかってくる。
逆走をしたドライバーはどの国でも重大な違反として罰せられる。ニュージーランドでは5年以下の懲役またはNZ$10,000以下の罰金の支払いが刑法で定められている。

## 日本における逆走事故
日本では主に高速道路や片側2車線以上の幹線道路等において、流入ランプや交差点で間違えて進入し、交通事故を起こすパターンが報道されることが多い。
高速道路会社6社と地方公社3社が管理する高速道路で確認された逆走件数は2002年-2008年までの7年間で計7146件確認されており、連日のように全国で逆走事故が発生している。
状況により数値は変わってくるが、基本となる過失割合は10：0である。

### 発生状況
国土交通省が2017年3月23日に開催した「高速道路での逆走対策に関する有識者委員会」の発表では、逆走事案のおよそ6割は、高速道路のインターチェンジやジャンクションで発生するとされている。
流入ランプ出口での鋭角ターン
流入ランプを回った後に方向感覚を失い鋭角に走行してしまいそのまま逆走する事がある。
誤進入
出口側ランプウェイに誤って進入し、そのまま逆走することがある。一般道から誤ってICの出口側に進入しそのまま本線車道に入り逆走する例や、平面Y型ICの平面交差部で誤ってオフランプに進入する例、サービスエリア・パーキングエリアで誤ってオフランプに進入する例などがある。
Uターン
行き先を間違えた際にUターンすることで逆走することがある。目的のICの流出ランプを通り過ぎ、本線車道でUターンして逆走する場合もある。
高速道路における事故で、逆走が原因の事故はその他原因の事故に比べ、死傷事故になる割合が約5倍、死亡事故となる割合が約40倍となっている。

### 年齢層と要因
国土交通省の調査では、免許保有者全体に占める75歳以上の人々の割合が約6%なのに対し、逆走したドライバー全体に占める75歳以上の人々の割合は45％を占めている。
高速道路6社が2011年から2014年にかけて実施した逆走事案の調査では、逆走事案の約7割が高齢者（65歳以上）によるものとなっている。認知症の高齢者が起こすと思われがちであるが、逆走事故を起こした運転者のうち認知症の疑いがあるのは約1割にとどまっており、認知症の有無にかかわらず高齢運転者は誰でも起こしうるとされる。認知症を除き、加齢と逆走事故の多さの因果関係は明らかになっていない。また、高齢者に限らず、逆走事故を起こした運転者はどの年齢層でも発生している。また国土交通省が、2011〜2016年に警察が取り押さえた逆走案件を精査した結果、年平均20件以上が70〜74歳のドライバーによって引き起こされており、年平均約40件は75〜79歳のドライバーによって引き起こされていることがわかった。これは全世代の中で最も多い件数となっている。免許人口当たりの逆走率においては、75歳以上で逆走の発生する割合が高く、85歳以上の割合が最も高い結果となっている。
高齢者では認知症のほかに「高速道路の利用方法がわからなかった」という者もおり、65歳未満ではうっかり、ぼんやり、考え事、案内標識不確認といったことが要因の場合も多いとの調査がある。

### 予防対策
予防対策としてはランプと本線が合流・分流する分岐点に「進入禁止」や「一方通行」標識の設置、路面への「進入禁止」や「一方通行」の標示の設置がなされている。また、ランプに設置されたセンサーが逆走を感知すると電光掲示やサイレンや赤色灯などでドライバーに知らせるなどの対策もある。
サービスエリア・パーキングエリアの駐車場においても、「本線→」の標識の設置や矢印の路面標示などの対策を各高速道路会社が行っている。更なる対策として、下の写真のように駐車マスの白線が施設に対して垂直方向ではなく斜め方向に引かれていることがあるが、これは休憩後にドライバーが逆走方向ではなく本線へのランプ方向に自然に向かうことができるためである。

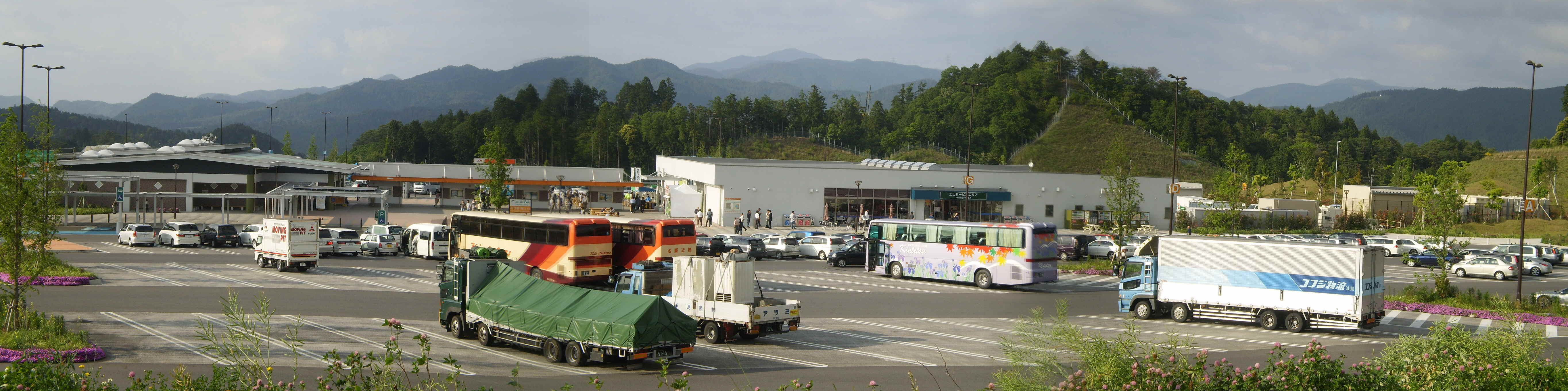
本線合流へのランプは写真左側方向（新名神高速道路 土山SA上り線駐車場）

車両進入禁止
指定方向外進行禁止
一方通行
サービス・エリア又は駐車場から本線への入口

2009年2月6日には、逆走をした場合にカーナビゲーションが画面や音声でドライバーに逆走を警告・防止するシステムの実証実験を、供用前の新名神高速道路甲南ICの甲南Cランプで日産自動車がNEXCO西日本の協力を得て実施した。2年以内の実用化を目指している。

### 危険運転致死傷罪の適用
自動車運転死傷行為処罰法（平成25年11月27日法律第86号）の施行により、自動車・原動機付自転車を運転し、故意に逆走して交通事故を起こし人を死傷させた者は、危険運転致死傷罪（通行禁止道路運転）として、最長で20年以下の懲役（加重により最長30年以下）に処され、また運転免許は基礎点数45 - 62点により免許取消・欠格期間5～8年の行政処分を受けることとなっている。
ただし、逆走事故の原因のほとんどを占める、認知症や過失（標識の見落とし等）による場合は対象外であり、あくまでも逆走していることを認識していた場合が対象である。

### 2000年以降の事例

#### 2004年
- 1月15日：静岡県御殿場市の国道246号バイパスで、逆走してきたSUV車を避けようとしたトラックが玉突き衝突。死亡者1名、重軽傷者4名。
- 1月28日：九州自動車道鳥栖JCT下り線に軽トラックが誤進入逆走して3台に衝突、2名死傷[19]。
- 8月4日：秋田自動車道で、軽トラックがワゴン車と正面衝突。重傷者1名、軽傷者1名。
- 8月22日：静岡県浜松市の国道1号バイパスで、乗用車が逆走[20][21]。衝突事故で4人が死亡[20]。
- 8月23日：東北自動車道で、乗用車が逆走し乗用車とオートバイに接触。重傷者1名、軽傷者2名。
- 9月4日：静岡県静岡市の国道1号バイパスで、軽自動車が逆走。対向車と正面衝突し死亡者1名、重傷者1名。

#### 2007年
- 11月22日：岡山県倉敷市の山陽自動車道上り線で、ワゴン車が逆走してきた軽乗用車を避けようとして中央分離帯に衝突し横転[22]。1人が重傷、6人が負傷[22]。

#### 2009年
- 1月21日：東京都世田谷区北鳥山の中央自動車道下り線で男が運転する小型トラックが逆走し、追越車線を走行中の大型トラックと正面衝突。小型トラックの運転手は死亡、大型トラックの男性運転手に怪我はなし。また、この事故の約20分前に約2.5km離れた地点で逆走した小型トラックを避けようとした乗用車が側壁に衝突。乗用車に乗っていた男性3人が軽症。この小型トラックは北鳥山で大型トラックと正面衝突した小型トラックと同じ車両と思われる。
- 8月4日：愛媛県東温市の松山自動車道川内ICから入った乗用車が下り線を47kmに渡って逆走。
- 10月17日：山梨県笛吹市の中央自動車道で82歳男が運転する軽自動車が逆走、この車を避けようとした乗用車が中央分離帯に衝突。
- 12月11日：熊本県熊本市の九州自動車道上り線で、パーキングエリアで飲酒し入口から約200m逆走した14トントラックがライトバンと正面衝突。

#### 2010年
- 1月11日：東京都江東区大島2丁目の首都高速7号小松川線上り線で、91歳男が運転する乗用車が錦糸町料金所を通過した直後にUターンし、バーの開いていた料金所のゲートを逆方向から通って上り線に戻って逆走。約1.3km先の追越車線上で、乗用車に正面衝突。
- 2月21日：埼玉県八潮市浮塚の首都高速6号三郷線上り線八潮南IC-加平IC間で、道路を逆走してきた77歳男の乗用車がタンクローリーに正面衝突。逆走した男は「自分は逆走していない。加平ICから入った」と供述。
- 2月22日：山口県下関市中国自動車道下関ICから北九州市側へ約600mの関門自動車道上り線で、52歳男の乗用車がタンクローリーと衝突。男は間もなく死亡。「乗用車が逆走している」との110番通報を受けて出動した高速隊員らが事故現場を見つけた。乗用車は下関ICから高速に入り、逆走したとみられる。
- 2月23日：三重県伊勢市藤里町の伊勢自動車道下り線で、28歳男の軽乗用車と乗用車が正面衝突。本線上でUターンして逆走したとみられる。衝突された車の同乗者が死亡。同年8月、三重県警は、男が自殺しようと故意に事故を起こしたとして傷害致死などの疑いで逮捕。
- 2月28日：静岡県焼津市の東名高速道路下り線の日本坂トンネルで61歳男の乗用車が逆走、避けようとした乗用車4台が相次いで追突事故を起こし4人が軽傷を負った。高速隊によると、逆走し現行犯逮捕された61歳男は「道を間違えた」と話しているという。
- 3月24日：山口県岩国市の山陽自動車道上り線の岩国IC-玖珂IC間で82歳男の軽貨物車が逆走、大型トラック等と衝突、男は死亡。岩国ICから上り線に入り、関戸トンネル内中央部付近で非常駐車帯からUターンするところが監視モニターで確認された。
- 3月25日：千葉県成田市古込の新空港自動車道で41歳男の乗用車が成田空港第二ゲート前でUターン、逆走し、第一ゲートに向かった。無免許、酒気帯び運転だった。
- 5月23日
  - 栃木県栃木市皆川城内町の東北自動車道上り線で乗用車2台が衝突。県警高速隊によると、2台は逆走車を避けようとして衝突したという。栃木IC付近を、軽トラックらしい車両が逆走していると110番通報があった。軽トラックらしい車両の行方は不明。
  - 中華人民共和国遼寧省阜新市の高速道路上で、トラックが車線を逆走してバスと衝突、少なくとも32人が死亡、21人が負傷。トラックは、サービスエリアから出る際に走行方向を誤認した模様[23]。
- 6月11日：三重県伊賀市柘植町の名阪国道下り線（自動車専用道路）で逆走していた69歳女の軽四貨物と13トントラックが正面衝突。女は全身を強く打って死亡。トラック運転手は左足骨折の重傷。事故の約10分前から10件以上の110番通報が寄せられており、女は少なくとも10分以上にわたって逆走していた。
- 6月15日：大阪市北区中之島三丁目の阪神高速池田線の下り線で72歳男が運転するタクシーが逆走しワゴン車と正面衝突した。タクシー運転手は重傷、タクシーの乗客とワゴン車運転手は軽傷を負った。出入橋出口から進入するのが目撃されており、タクシー運転手は高速隊に「（数百メートル離れた）上り線の梅田入り口から入ったと思っていた」と話している。
- 8月4日 ：茨城県笠間市矢野下の北関東自動車道西行きで81歳男が運転する乗用車が追い越し車線を逆走しトラックと正面衝突した。男は肋骨を折るなどして重傷。トラックの運転手も頭に軽いけが。現場は友部インターチェンジ－友部ジャンクション間。男は「どこから逆走したのか分からない」と話しているという。県警高速隊には事故前「笠間IC方面から車が逆走している」との通報が数件あったという。
- 11月16日：埼玉県三郷市天神の東京外環自動車道外回り三郷西ICを逆走する軽トラックの通報があった。県警高速隊の調べによると、軽トラックが逆走したのは少なくとも約9kmの区間。年配の男が運転しており、三郷西IC出口から進入して逆走したが、川口ジャンクション以降の足取りはつかめていない。軽トラックは乗用車と大型トラックと接触、よけようとした乗用車2台が中央分離帯に衝突、運転していた23歳と59歳の男性が顔や首に軽傷を負った。
- 12月18日：京都市西京区大枝沓掛町の京都縦貫道下り線沓掛IC - 篠IC間で、64歳男運転の原付きバイクが逆走して軽ワゴン車に衝突。さらに後続の軽乗用車にもはねられ、男は頭などを強く打ってまもなく死亡。衝突した2台にけが人はなかった。監視カメラの映像から、バイクは現場から約2km離れた篠IC出口車線から進入したとみられる。
- 12月31日：東京都練馬区大泉町の関越自動車道下り線新座料金所―大泉JCT間で、76歳男が運転する軽トラックが逆走し対向の乗用車など2台に衝突した[24]。男は少なくとも新座料金所から約3kmを逆走したとみられ「間違って逆走してしまった」と話しているという。

#### 2011年
- 3月1日：神戸市垂水区星陵台4丁目、神戸淡路鳴門自動車道上り線の舞子トンネル内で、60歳前後の男が運転する普通乗用車が逆走し軽自動車に衝突、軽自動車が弾みで横を走っていた大型トラックに接触した。高速道路交通警察隊の覆面パトカーがふらつきながら走る乗用車を見つけて停止を求めたところ、Uターンして逆走。2キロほど走り続けて事故を起こしたという。
- 8月15日：三重県四日市市の国道23号で、19歳から20歳の計4人が乗った乗用車が逆走し、大型トレーラーと正面衝突した[25]。この事故で4人が死傷した[25]。

#### 2012年
- 5月12日：新東名高速道路で新清水ICから18キロ離れた下り車線で84歳男が運転する車が逆走。これによる事故はなかったが、一部区間で一時時速50キロ規制がされた。新東名高速道路での逆走はこれが初である[26]。
- 5月15日：広島市安佐北区内の中国自動車道上り車線の牛頭山トンネルで、広島県内在住の男が運転する軽自動車が逆走しているのが発見された[27]。この男は、戸河内インターチェンジから広島北ジャンクションまで来たところで逆走に入り、約20kmにわたり逆走を続けた[27]。男は「忘れ物に気付いた」と話した[27]。この影響で中国道は、広島北ジャンクションから吉和インターチェンジまでの区間が一時通行止めとなった[27]。
- 7月3日：東名高速道路を約20kmに渡り逆走したとして、山梨県内在住の女が静岡県警察高速道路交通警察隊に現行犯で逮捕された。この女は、同県御殿場市の足柄サービスエリアから逆走を開始、110番通報で駆け付けた高速隊のパトカーに沼津インター付近で制止・逮捕された。調べに対し「用事を思い出した」「途中で逆走には気づいていた」と供述しているという。高速隊によると、逆走車を避けようとした乗用車2台が路肩や中央分離帯に衝突したが、負傷者はなかった。
- 10月11日：午前2時20分頃、東名高速道路上り線を走行中のドライバーから「逆走車がいる」と110番通報。静岡市在住で無職の男性（91）が運転の軽自動車が、沼津インターチェンジ近くの下り線を約13キロも逆走、通報を受けた高速管理隊により停車。男性の妻（89）が車に同乗するも二人共けがはなく、衝突事故等もなかった。高速隊によると男性は沼津ICから東京方面に入る際、誤って下り方面に進入したとみられ、追越車線を15分程走行したという。男性は調べに対し「ドライブしていたが、どこに向かっていたか覚えてない」と話している。同隊は男性に臨時適性検査を受けさせ、問題あれば免許取消とする方針[28]。

#### 2014年
- 9月9日：関西電力の男性社員が、兵庫県南あわじ市内の神戸淡路鳴門自動車道下り車線を、会社のワゴン車で逆走し、観光バスと接触事故を起こした。兵庫県警察は同日、ワゴン車を運転していた当該社員を、道路交通法違反（事故不申告）および暴行の両容疑で書類送検した。暴行容疑については、男がバスの乗客らを危険にさらしたと判断し（事故の際、バスは回避のため急ハンドルを切った）、適用した。当該社員は当時勤務中で、降りる予定だったインターチェンジ出口を通過したことに次のインターチェンジの約2キロ先で気づき、Uターンして逆走。目的のインターチェンジまで戻り、もう一度Uターンして高速から出たという。「会社に余分な経費を使ったと思われたくなかった」と容疑を認めている[29]。

#### 2017年
- 12月14日：午後3時10分頃、静岡県焼津市野秋の東名高速道路下り線をレンタカーである小型乗用車（トヨタ・100系ラクティス）が逆走し、同県袋井市の営業所へ向かっていた中型冷凍車（日野・FC系レンジャー）と正面衝突した[30]。この事故により双方の運転手が全身を強く打ち、意識不明の重体で病院へ搬送されたが、小型乗用車の同県牧之原市新庄在住の飲食店定員の25歳の男と中型冷凍車の同県浜松市東区天龍川町在住のトラック運転手の50歳の男性が搬送先の病院で死亡した[30]。小型乗用車が逆走した車線は走行車線で、静岡県警察高速隊は、現場にブレーキ痕が無い事から、男が自殺目的で故意に逆走したとみている。レンタカーは現場から約1.8km離れた日本坂PA入口から本線に進入、逆走を始めた[31]。事故の影響により東名高速道路下り線は静岡ICから焼津IC間が約4時間通行止めとなったが、午後7時50分に解除された。

#### 2023年
- 9月19日：午後11時50分頃、愛知県弥富市楠一丁目の伊勢湾岸自動車道上り線湾岸弥富IC付近を小型乗用車（ダイハツ・M900S型トール/トヨタ・M900A型タンク）が逆走し、時速約90km/hで走行していた中型貨物車（日野・FC系レンジャー）と正面衝突した[32]。当時、小型乗用車は横向きとなり停車していた。この事故により小型乗用車の同県みよし市在住の77歳の男性が車内で足を挟まれ、救出され病院へ搬送されるも意識不明の重体となり、中型貨物車の59歳の男性は割れたガラスの破片により両手を切り軽傷を負った。小型乗用車は東海ICから進入し、追越車線を約20分間、8キロに渡り三重県方面へ逆走していた。目撃者によれば、当初は100km/h程だったが、頻繁に急ブレーキを掛け、挙動不審だったという。また小型乗用車は無灯火で、男性はあまり焦る様な素振りはしていなかったという。事故直前、警察に「逆走している車がいる」との通報もあり、警察官が現場へ急行していた最中だった。

#### 2024年
- 8月15日：午前6時30分頃、栃木県那須塩原市の東北自動車道下り線黒磯PA付近を軽貨物車（スズキ・ DA17V型エブリイ）が追越車線を逆走し、走行中の普通乗用車（トヨタ・170系シエンタ）と正面衝突、中央分離帯に乗り上げ炎上した。この事故により軽貨物車の千葉県旭市在住の職業不詳の69歳の男、普通乗用車の埼玉県坂戸市関間在住の会社員の42歳の男性が死亡[33]、普通乗用車の9歳の男の子が重傷を負い、7歳の女の子が頭部に重傷を負った。軽貨物車は栃木県外から下り線に入り、黒磯板室IC付近で走行中にUターンを行い、追越車線を約3キロ逆走したとみられる[33][34]。

## 米国における逆走事故
米国では1960年代から逆走事故の調査が行われ、逆走事故防止対策が実施されている。

### 発生状況
逆走事故は増加傾向にあり、サンディエゴ郡の2015年における逆走が 原因の死亡者は13名であった。逆走事故のほとんどは夜中の12時以降に発生している。これには酒気帯び運転の車も含まれ、数は少ないが、高齢者や違反を逃れようとする者なども含まれる。

### 予防対策
逆走事故の多発箇所では高速道路出口部で逆走車に対し警報音を鳴らしたり、タイヤをパンクさせるためのスパイクが設置されている。また、標識看板の設置（逆走（WRONG WAY）や進入禁止（DO NOT ENTER）の表示） 、路面標示の矢印表示や反射体の設置を行っている。